# حوالة مصرفية

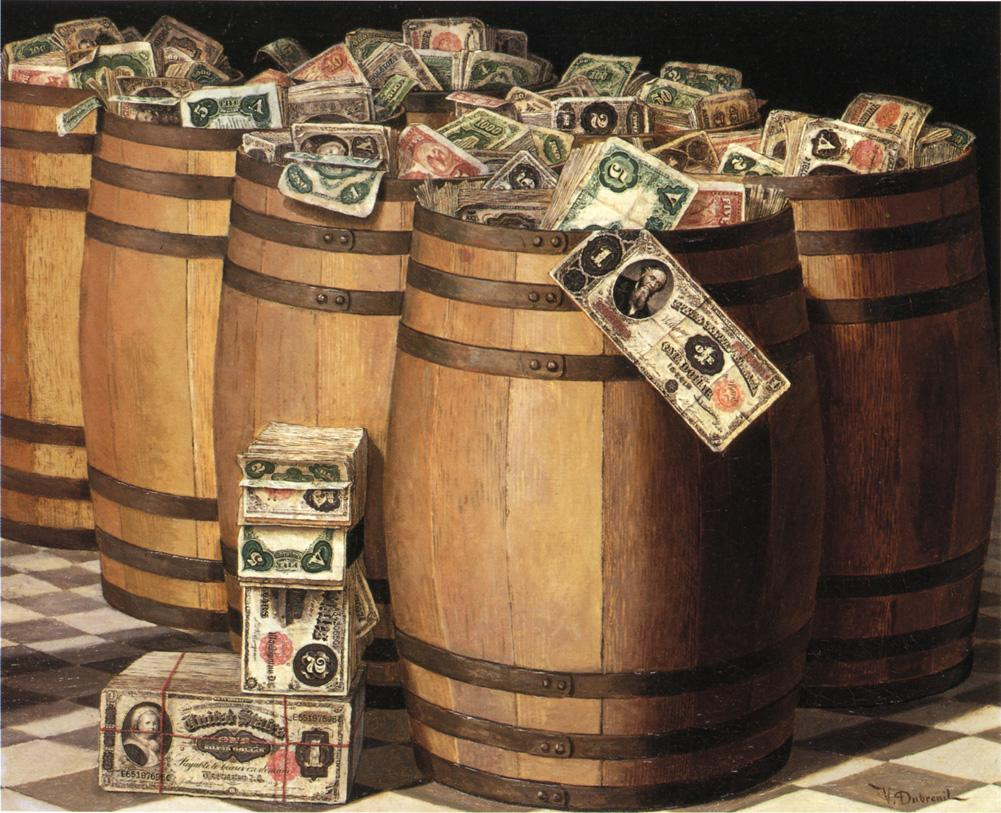

الحَوَالَةُ المصرفية أو تحويل الرصيد هي وسيلة لتحويل الأموال إلكترونيا من شخص أو مؤسسة (كيان) إلى آخر. ويمكن إجراء التحويلات البنكية من حساب مصرفي إلى آخر أوعن طريق مكتب لنقل الأموال النقدية من شخص لاخر.

## العملية
الحوالات المصرفية وغالبا ما تكون أنسب طريقة لتحويل الأموال بين الحسابات المصرفية.وتتم عبر الخطوات التالية:
1. الجهة الراغبة في نقل الأموال تقترب من أحد البنوك، ويعطي المصرف طلب تحويل مبلغ معين من المال.يتم اعطاء رقم الحساب المصرفي الدولي IBAN وBIC للبنك لمعرفه وجهة نقل الأموال.
2. يقوم البنك بإرسال رسالة، عبر نظام آمن (مثل SWIFT أو نظام فيدواير Fedwire)، إلى المصرف المستلم، وطلب تفعيل نقل الأموال وفقا للتعليمات المعطاة.
3. الرسالة تتضمن أيضا تعليمات تسوية. نقل الأموال ليست لحظية قد يستغرق عدة ساعات أو حتى أيام للانتقال من حساب المرسل إلى حساب المتلقي.
4. إما يجب على البنوك المعنية إجراء حسابات متبادلة مع بعضها البعض، أو يجب أن يتم إرسال الدفعة إلى أحد البنوك مع مثل هذا الحساب، بنك مراسل، لمصلحة المتلقي في نهاية المطاف.